# Hacınebi
Hacınebi és un assentament de l'Eneolític a l'Eufrates superior, a la província de Şanlıurfa (Turquia), entre Birecik i Zeugma.
El tel baix té una superfície de 3,3 hectàrees i està format per capes d'assentament d'aproximadament 9 m de gruix.

## Estratificació
L'estratificació del tel es mostra de modern a antic de la següent manera:
- Assentament agrícola d'època romana (segle i).
- Període hel·lenístic.
- Cementiri de la fase I de l'edat del bronze inicial (3100 - 2800/2700 aC).
- Fase B2 de l'Eneolític final (3700 – 3200 aC).
- Fase B1 de l'Eneolític final (3800 – 3700 aC).
- Fase A de l'Eneolític final (4000 – 3800 aC).

## Història de les excavacions
El tel va ser descobert per G. Algaze. Ha estat excavat entre 1992 i 1997 pel Museu Arqueològic de Sanlıurfa i la Universitat Northwestern sota la direcció d'Adnan Misir i Gil Stein. Els nivells descoberts corresponen essencialment al període d'Uruk (mil·lenni iv aC.), però també s'han descobert objectes d'època hel·lenística i romana.
Els excavadors del jaciment han identificat diversos nivells arqueològics per al període d'Uruk: fase A (4100-3800 aC), fase B1 (3800-3700 aC) i fase B2 (3700 -3300 aC). Els dos primers experimenten una influència mesopotàmica limitada, i això adquireix molta importància durant la fase B2, durant la qual potser Hacınebi veu la instal·lació de colons de la Baixa Mesopotàmia (regió d'Uruk), identificats per la presència de ceràmiques pròpies de la cultura d'Uruk però també d'elements arquitectònics (cons formant mosaics murals), objectes diversos (falç d'argila) i segells. La presència de segells característics de les cultures anatolies juntament amb les de tipus d'Uruk sembla indicar la presència d'una administració local. Aleshores, constituirien un petit lloc comercial en un jaciment que resta principalment marcat per l'aspecte material característic del sud-est d'Anatòlia de l'època; per tant, no es tracta d'una instal·lació de tipus colonial com s'ha pogut identificar.
Durant l'excavació de 1996 es van descobrir dos cementiris que es remunten a l'edat del bronze inicial en dues fosses al nord-est i al sud-est del turó. Es diu que tots dos cementiris pertanyen a la mateixa època. No obstant això, s'afirma que les fosses en qüestió no són prou amples per aclarir completament les tradicions funeràries. S'afirma que el cementiri al nord-est i sud-est no pertany als habitants de Hacınebi, sinó a un assentament situat sota el poble d'Uğurcuk, a l'est del turó. S'estima que després que l'assentament de l'Eneolític final al turó fos destruït i abandonat, va ser utilitzat per l'assentament sota el poble d'Uğurcuk durant 100-200 anys. Com altres cementiris de principis de l'Edat del bronze de la regió, al cementiri de Hacınebi es van descobrir tres tipus de tombes i tradicions funeràries. Totes estan en direcció nord-est/sud-oest. Es tracta de sepultures rectangulars formades col·locant pedres planes verticalment. Es cobrien amb una llosa de pedra semblant i es feia servir un morter fet amb fang. Els quatre enterraments pertanyen a adults. En una altra fossa, es va trobar una zona del cementiri on estaven enterrats tant adults com nens. A més de sepultures amb lloses com les altres, s'hi van desenterrar olles i gerres de ceràmica i senzills enterraments sota terra. S'entén que les olles i gerres de ceràmica s'utilitzaven com a urnes funeràries per a enterraments de nens, per a ús diari per cuinar o emmagatzemar aliments, per la qual cosa són de diferents mides.

## Història de l'assentament
L'assentament de l'Eneolític a Hacınebi està datat entre els anys 4100 i 3300 aC segons el mètode de datació per radiocarboni i les troballes de ceràmica.
La ceràmica del primer assentament (la fase A de l'Eneolític final), representa les formes més antigues de la ceràmica local d'Anatòlia de l'Eneolític final. L'assentament de la fase A estava envoltat per una muralla. Els artefactes de pedra verda (clorita) proporcionen proves del comerç a llarga distància amb les terres altes perses. La fase A també inclou els enterraments dels nens de l'assentaments en gerres i olles. Falten articles funeraris.
La fase B1 del Eneolític final va donar exemples posteriors de ceràmica local d'Anatòlia. A la fase B2 de l'Eneolític final, a més de la ceràmica local d'Anatòlia, també es van trobar troballes de ceràmica del període d'Uruk de Mesopotàmia.
Les fases A i B1 de Hacınebi s'anomenen generalment «pre-contacte precoç» i «pre-contacte tardà», i la fase B2 s'anomena «fase de contacte». Aquestes designacions són per destacar l'evidència d'una intensa interacció amb el sud de Mesopotàmia. A la fase A de l'assentament (Amq F/G) no hi va haver contacte amb Mesopotàmia, mentre que a la fase B2 es pot notar una clara influència Uruk (cultura d'Uruk). Es van trobar segells d'Uruk, toros d'argila i ceràmica, i l'arquitectura també mostra influència mesopotàmica (casa amb vestíbul central, mosaics de llapis d'argila). També hi havia una tradició glíptica local. El betum s'importava en blocs i s'utilitzava per impermeabilitzar la ceràmica.
S'entén que l'assentament disposava d'una tecnologia avançada de processament del coure i experiència en l'Eneolític. D'altra banda, tot i que hi ha alguna evidència sobre edificis públics, no s'ha obtingut cap informació completa. Els edificis públics en qüestió es veuen com la presència d'un assentament de colons d'Uruk a l'assentament. Per tant, l'existència d'un jaciment d'Uruk en un assentament local de l'Eneolític final guanya importància com a exemple que explica les interaccions entre Mesopotàmia i Anatòlia.
Els estrats posteriors són dels aquemènides i els romans. L'assentament pertanyia a la província de Mesopotàmia en època romana, i abans al Regne de Commagena.

## Colònies comercials
Altres anomenades colònies comercials en aquesta època eren Samsat (Turquia), Habuba Kabira, Qayra i Jebel Aruda (Síria), Godin Tepe (Iran) i Tell Brak.